# Heinkel He 111
Heinkel He 111 (Хайнкел Хе 111) е германски среден бомбардировач от периода на Втората световна война.
Използван е също като нощен изтребител, щурмовик, торпедоносец, разузнавателен и военно-транспортен, както и като пътнически самолет. Той е сред първите самолети, носители на крилати ракети и управляеми авиобомби. Произвеждан е по лиценз в Румъния и Испания (вкл. след войната).
Разработван под прикритието на пътнически самолет, той е основен бомбардировач на Луфтвафе в началните етапи на войната (после е изместен от по-съвременния Junkers Ju 88) и е сред символите (наред с Junkers Ju 87 и Messerschmitt Me 109) на германската въздушна мощ в края на 1930-те и началото на 1940-те години.

## Разработка
През пролетта на 1934 г. германското министерство на авиацията (RLM) поръчва на двете най-големи немски самолетостроителни фирми Heinkel Flugzeugwerke AG и Junkers Flugzeug und Motorenwerke AG разработката на нов бомбардировач за възраждащите се германски военновъздушни сили. Основните изисквания, заложени в поръчката, са: скорост от 350 km/h, далечина на полета 1000 km, бомбов товар от 1000 kg при четиричленен екипаж. Тъй като Германия все още се намира под ограниченията, наложени ѝ от Версайския договор, то, за да бъде замаскирано военното предназначение на машината, паралелно трябва да бъде разработен и цивилен вариант. Заданието е за пет прототипа, от които вторият и четвъртият трябва да са цивилни, а останалите – военни.
Ернст Хайнкел възлага тази задача на братята Зигфрид и Валтер Гюнтер, които решават да разработят новия бомбардировач на базата на създадения от тях през 1932 г. скоростен пощенско-пътнически самолет Heinkel He 70 Blitz (Мълния). Братята преработват изцяло предната част, запазват силуета на задната част, както и кормилата за управление, незначително променят крилото и поставят втори двигател на едномоторния He 70, заради което понякога самолетът е наричан и Doppel-Blitz (Двойна мълния). Работата по новия бомбардировач върви бързо и прототипът Не-111V-1 с двигатели BMW VI 6,0Z прави първият си полет на 24 февруари 1935 г. Изпитанията показват, че това е една много добра за времето си машина и обозначението му е променено на Не 111а. Малко по-късно, през март и април политат и следващите два прототипа: V-3 и V-2, съответно Не 111в и Не 111с (V-3 лети първи и затова е обозначен като Не 111в), а след успешното приключване на изпитанията, е решено да се поръча малка серия на базата на Не-111с под обозначението Не 111А-0.

## Модификации и развитие на самолета

### Първи етап: He 111A – He 111J
- He 111A. От този вариант е произведена само една опитна серия от 6 самолета. Серийните машини обаче се оказват с над 500 kg по-тежки от прототипа V-3, от който водят началото си. Това довежда до влошаване на летателните им характеристики – напр. скоростта им пада до 308 km/h и производството на He-111A е спряно, като дори за кратко бъдещето на цялата програма е поставено под въпрос. По-късно шестте машини са продадени на Китай.
- He 111В-0. Междувременно са проведени изпитания на прототипите V-4 и V-5, при които се експериментира главно с най-подходящия профил на крилото. V-5 с двигатели DB 600A-0 (800 hp)се оказва успешен и на негова база е пусната пробна серия от 10 машини He 111В-0, но с двигатели DB 600A (1000 hp).
- Не 111В-1. Вариант с двигатели DB 600С (880 hp). Бомбов товар от 1000 kg, три картечници MG 15. Произвеждан до май 1937 г.
- Не 111В-2. Модификация с двигатели DB 600CG (950 hp). Бомбовият товар е увеличен на 2000 kg, максималната скорост достига 396 km/h. Произвеждан до есента на 1937 г. Общо от вариантите „В“ са произведени 400 машини.
- Не 111С е цивилен пътнически вариант на базата на V-4. Екипаж двама души, капацитет – 10 пътници. Произведени 6 машини.
- Не 111D-0. Вариант с двигатели DB 600Ga (1050 hp). Максималната скорост достига 410 km/h.
- Не 111D-1. Сериен бомбардировач на базата на Не 111D-0. Произведен в много малки количества (общо 10 самолета, включително D-0), защото междувременно в RLM е взето решение двигателите DB 600 да бъдат поставяни само на изтребители.

- Не 111Е-1. Подвариант с двигатели Jumo 211А-1 (1000 hp). Бомбов товар 2000 kg.
- Не 111Е-3. Подвариант на базата на Е-1. Внесени са незначителни промени. Максималната скорост достига 420 km/h. Това е основната серийна модификация на варианта „Е“.
- Не 111Е-4. Подвариант с външни бомбодържатели за големогабаритни авиобомби (до 1000 kg) плюс още 1000 kg в бомбоотсека.
- Не 111Е-5. Подвариант с монтиран допълнителен горивен резервоар (835 l) в бомбоотсека, далечината на полета става 1800 km.

От вариантите „Е“ нито един самолет не е построен в заводите на Heinkel – за тяхното производство са използвани производствените мощности на компаниите NDW (80 бр.), Arado Flugzeugwerke (50 бр.), ATG (40 бр.) и Junkers (40 бр.)
- Не 111F-0. Предсериен модел с двигатели Jumo 211А-3 (1100 hp) и допълнителни горивни резервоари в бомбоотсека.
- Не 111F-1. Серийна модификация за ВВС на Турция с двигатели DB 600Ga и допълнителни горивни резервоари в бомбоотсека. Бомбов товар 1000 kg. Произведени 24 машини.
- Не 111F-4. Серийна модификация за Луфтвафе с двигатели DB 600G и допълнителни горивни резервоари. Оборудван с външни бомбодържатели за бомби с маса до 1000 kg, като може да носи в бомбоотсека още 1000 kg. Произведени 40 машини.
- Не 111G-0. Модификация на Не 111С с двигатели BMW VI 6.0ZU и ново крило. Единствен екземпляр.
- Не 111G-3. Два самолета на базата на G-0 с двигатели с въздушно охлаждане BMW 132D и BMW 132H-1 съответно.
- Не 111G-4. Модификация с двигатели DB 600G. Единствен екземпляр, използван като личен самолет от фелдмаршал Ерхард Милх.
- Не 111J-0. Един предсериен самолет, оборудван като торпедоносец. В края на 1937 г. RLM дава поръчка на фирмата Heinkel за 90 самолета на базата Не 111, пригодени да носят торпедно въоръжение. На базата на подвариантите Е-4/5 и F-4 са разработени два прототипа: V-17 и V-18. Те са с двигатели DB 600Ga (двигателите DB 600 вече са достъпни, поради решението на В. Месершмит да използва на своя Ме 109 двигатели DB 601А) и могат да носят 2 торпеда (LTF-5b, маса 765 kg) или две морски мини. Избран е вариантът на базата на F-4.
- Не 111J-1. Серийната модификация на торпедоносеца с двигатели DB 600Ga и допълнителни горивни резервоари в бомбоотсека. Произведени 90 машини.

С Heinkel He 111J-1, произвеждан през 1938 г., приключва първият етап от развитието на този самолет. В периода 1935 – 1938 г. са произведени 400 самолета от всички варианти.

### Втори етап: He-111P – He-111H; He 111Z
Същевременно в Heinkel Flugzeugwerke продължават работите по по-дълбока модернизация и развитие на бомбардировача, като се работи основно по три направления: ново крило, по-мощни двигатели и нова кабина. Последното изискване е в резултат от приетата през 1937 г. концепция на Луфтвафе целият екипаж да бъде в една кабина – по тази концепция са преработени и Dornier Do 17 и Junkers Ju 86, а Junkers Ju 88 оригинално е проектиран по този начин. В периода 1936 – 1938 г. са изпитани три прототипа: V-6, V-7 и V-8, като последните два показват доста добри резултати (V-7 е с ново крило, а V-8 е с новата кабина). Решено е на тяхна база да се започне серийно производство и след 1938 г. бомбардировачът се произвежда само в два основни варианта: P и H, като и двата са с новата, обща за целия екипаж, кабина.
- Не 111 Р-0. Предсериен самолет основно на базата на V-7. Двигателите са DB 601А, бомбовият товар е на вътрешно окачване и достига 2000 kg, отбранителното въоръжение се състои от три картечници MG 15, монтирана е долна закрита огнева точка. Скоростта достига до 410 km/h.
- Не 111Р-1 и Не 111Р-2. Серийни модификации. Различават се от Р-0 по новото си радиооборудване.
- Не 111Р-3. Вариант като учебен самолет със сдвоено управление.

- Не 111Р-4. Модификация с двигатели DВ 601Аа (1175 hp) и усилена бронева защита. Към отбранителното въоръжение са добавени 4 картечници и то вече се състои от 6 MG 15 и една дистанционно управляема MG 17 в опашната част.
- Не 111Р-6. Модификация на базата на Р-4 с двигатели DB 601N (1175 hp).
- Не 111P-6/R2. Самолет-влекач на транспортно-десантни планери. Няколко самолета Р-6 са преработени в този подвариант.

В края на 1940 г. производството на варианта Р е прекратено и до края на войната се произвежда само вариантът Н в следните подварианти:
- Не 111Н-1. Серийна модификация с двигатели Jumo 211А-1 (1075 hp)
- Не 111Н-2. Серийна модификация на базата на Н-1 с двигатели Jumo 211A-3 (1100 hp) и въоръжение, аналогично на това на Р-4.

- Не 111Н-3. Серийна модификация с двигатели Jumo211D-1 (1200 hp) или Jumo 211F-1 (1300 hp), бомбардировач, предназначен за действия над море. Екипажът е увеличен с 1 – 2 души, бомбовият товар е 2000 kg, разполага с 20-mm авиационно оръдие MG FF, монтирано в подфюзелажната гондола.
- Не 111Н-3х. Нощен бомбардировач, снабден със радиопеленгационна система X-Gerat, позволяваща атака на целта без визуален контакт с нея.
- Не 111Н-4. Модификация с двигатели Jumo 211D-1 или Jumo 211F-1 с турбокомпресори (1400 hp) и увеличен бомбов товар от 4000 kg (на външно окачване).
- Не 111Н-5. Подобрена версия на Н-4 с двигатели Jumo 211D-1/Jumo211F-1, има допълнителни горивни резервоари, бомбовият товар е само на външно окачване.
- Не 111Н-5y. Нощен бомбардировач, снабден с радиопеленгационна система Y-Gerat.
- Не 111Н-6. Бомбардировач на базата на Н-5 с двигатели Jumo 211F-1, бомбов товар 2500 kg и усилено стрелково-оръдейно въоръжение – 5xMG 15, 1xMG17, 1xMG FF. Екипаж – 5 души. Една от най-масово произвежданите модификации; произвеждан и във вариант на торпедоносец.
- Не 111Н-7. Нощен бомбардировач на базата на Н-6. Премахнати са подфюзелажната гондола и опашната картечница MG 15[5].
- Не 111Н-8. Нощен бомбардировач на базата на Н-5. Оборудван е с предпазна рамка срещу заградителните балони, което довежда до увеличаване на масата на самолета. В резултат бомбовият товар е намален до 1000 kg, а отбранителното въоръжение е сведено само до две картечници. Произведени 30 машини; след кратко бойно използване 20 от тях са преоборудвани като влекачи на планери под обозначението Не 111Н-8/R2.
- Не 111Н-9. Нощен бомбардировач на базата на Н-6. Оборудван за борба със заградителни балони.
- Не 111Н-10. Нощен бомбардировач на базата на Н-6 с двигатели Jumo211F-2, усилено брониране и система за преодоляване на аеростатни заграждения.
- Не 111Н-11. Модификация с усилено брониране и отбранително въоръжение (13-mm MG 131 в горната огнева точка, която вече е изцяло затворена, и сдвоена 7,92-mm MG 81Z в долната).
- Не 111Н-11/R1. Развитие на Н-11: картечниците MG 15 в страничните огневи точки са заменени от сдвоени MG 81Z.
- Не 111Н-11/R2. Вариант на Н-11 като влекач на транспортно-десантни планери
- Не 111Н-12. Модификация като самолет-носител на управляемите авиационни бомби Hs 293. Самолетът е без подфюзелажна гондола, монтирани са допълнителни горивни резервоари и апаратура за управление на бомбите. Произведени са 50 машини, но е взето решение те да бъдат използвани като учебни, а носители на Hs 293 в бойните части да бъдат Dornier Do 217 и Heinkel He 177 Greif.
- Не 111Н-14. Нощен бомбардировач, снабден с новите системи за насочване и бомбардиране без визуален контакт с целта FuG FuMB 4 Samos, FuG 351 Korfu и AP 25. Произведени 100 екземпляра, но само 30 от тях са използвани по предназначение – останалите 70 се използват като стандартни дневни бомбардировачи[6].
- Не 111Н-15. Модификация като самолет-носител на управляемите авиационни бомби Blohm & Voss BV 246. Самолетът е без подфюзелажна гондола и може да носи три управляеми авиобомби, но тъй като BV 246 не влиза на въоръжение, тези машини са използвани като влекачи на планери.
- Не 111Н-16. Развитие на Н-6 с двигатели Jumo 211F-2 (1340 hp). Произвеждан в големи количества в три подварианта:
  - Не 111Н-16/R1 – с гръбна въртяща се установка с картечница MG 131.
  - Не 111Н-16/R2 – влекач на транспортни планери.
  - Не 111Н-16/R3 – самолет-насочвач, оборудван с апаратура за изпълнение на задачи нощем и при лоша видимост.
- Не 111Н-18. Модификация като вариант за далечно радио- и радиолокационно разузнаване, изпълняващ функции подобни на тези, изпълнявани от днешните самолети за ДРЛОУ. Произвеждан в малка серия в края на 1943 г.; на тези машини са използвани няколко вида радари. Екипаж – 6 души.

- Не 111Н-20. Многоцелева модификация от края на 1943 г., произвеждана в четири подварианта:
  - Не 111Н-20/R1 – транспортно-десантен самолет за 16 парашутисти.
  - Не 111Н-20/R2 – влекач на планери.
  - Не 111Н-20/R3 – нощен бомбардировач (макс. бомбов товар – 3000 kg).
  - Не 111Н-20/R4 – нощен бомбардировач със система GM-1 за впръскване в цилиндрите на двигателите на водно-метанолова смес за увеличаване на мощността на двигателя. Може да носи 20х50 kg бомби SC 50.
- Не 111Н-21. Модификация на базата на Н-20/R3, но с двигатели Jumo 213Е (1750 hp). Макс. скорост 480 km/h.
- Не 111Н-22. Самолет-носител на самолетите-снаряди Fieseler Fi 103, известни още като V-1 (Фау-1), явяващи се предшественици на съвременните крилати ракети. Н-22 са оборудвани с бордови РЛС и могат да носят по една V-1.
- Не 111Н-22. Транспортно-десантен самолет за 8 парашутисти на базата на H-20/R1, но с двигатели Jumo 213A-1 (1775 hp). В производство от пролетта на 1944 г., използван главно от специалните части. Това е последният серийно произвеждан вариант на Heinkel He 111.

- He 111Z-1. Модификация, разработена през 1941 г., предназначена за буксировка на тежките транспортно десантни планери от типовете Junkers Ju 322 и Messerschmitt Me 321. Изключително интересна като техническо решение, тази модификация представлява два самолета Не 111 свързани с общо крило, на което е поставен пети двигател (обозначението „Z“ идва от немската дума Zwilling – близнаци). Произведени са общо 10 екземпляра: 2 прототипа, 3 машини от свързани Не 111Н-6 и 5 – от Не-111Н-16. Екипажът им се състои от 7 души. Самолетите Z-1 се представят много добре в бойни условия и през 1944 г. е взето решение на тази база да бъдат създадени тежък бомбардировач (Z-2; бомбов товар 7000 kg, радиус на действие 4000 km) и разузнавателен самолет (Z-3; радиус на полета 6000 km). Но близкият край на войната оставя тези проекти само на хартия.

Съществуват още два проекта, които не напускат чертожните бюра: модификациите R-1 и R-2, които трябва да са височинни бомбардировачи с таван на полета от порядъка на 14 000 m.

## Техническо описание на конструкцията (Не 111Н)
Heinkel He 111Н представлява целометалически свободно носещ моноплан-нископлощник. Фюзелажът е тип полумонокок, има овално сечение и се дели на три части. В първата се намира пилотската кабина, която е изцяло остъклена, а за по-добра видимост канцелът е асиметричен, като носовата част е извита надясно. Във втората част се намират бомбовият отсек, – състоящ се две части, в които се намират бомбодържатели за вертикално окачане на бомбите, – и отсекът за бордните стрелци. Първоначално те са двама, в по-късните варианти стават трима; стрелецът, обслужващ долната огнева точка, изпълнява функциите и на радист. Задната част на самолета е празна – понякога там се монтира дистанционно управляема картечница или приспособления за буксиране на планери.
Крилото също е целометалическо, двулонжеронно и се състои от три секции – центроплан и два странични панела; в план има трапецовидна форма със заоблени краища. Центропланът е с правоъгълна форма, в него се намират горивните резервоари, а в краищата му са стиковани мотогондолите на двигателите. Механизацията на крилото се състои от елерони и задкрилки, като елероните имат платнена обшивка. Опашното оперение е класическо, с елиптични очертания.
Колесникът е триопорен, прибираем в полет. Състои се от две основни стойки (с размери 1100 x 375 mm) снабдени със спирачки, които при полет се прибират в мотогондолите, и опашно колело (465 х 165 mm), което се прибира в опашната част. Амортисьорите са маслено-пневматични.
Двигателите са Jumo 211 (в по-късните модификации Jumo 213) – 12-цилиндрови, обратно V-образни, с водно охлаждане. Радиаторите са от тунелен тип и се намират под мотогондолите. Витлата са трилопатни, изработени изцяло от метал.
Радиооборудването се състои от една радиостанция FuG 10 (първоначално FuG 3) и радиополукомпас FuB I. Антените са две – една над и една под тялото. Самолетът има система за вътрешна връзка, както и сирена за бойна тревога.

## Технически характеристики на модели
|                            | He 111B-2                                    | He 111E-3                                    | He 111P-4                                                      | He 111H-16                                                            | He 111Z-1                                                           |
| -------------------------- | -------------------------------------------- | -------------------------------------------- | -------------------------------------------------------------- | --------------------------------------------------------------------- | ------------------------------------------------------------------- |
| Година на производство     | 1937                                         | 1938                                         | 1939                                                           | 1942                                                                  | 1942                                                                |
| Дължина, m                 | 17.50                                        | 17.50                                        | 16.40                                                          | 16.60                                                                 | 16.40                                                               |
| Височина, m                | 4.40                                         | 4.40                                         | 4.00                                                           | 4.00                                                                  | 4.00                                                                |
| Размах на крилото, m       | 22.60                                        | 22.60                                        | 22.60                                                          | 22.60                                                                 | 35.40                                                               |
| Площ на крилото, m2        | 87.70                                        | 87.70                                        | 87.70                                                          | 87.70                                                                 | 147.60                                                              |
| Тегло празен, kg           | 5845                                         | 6000                                         | 6780                                                           | 8690                                                                  | 21 500                                                              |
| Нормално полетно тегло, kg | 8600                                         | 9600                                         | 13 300 (макс. полетно тегло)                                   | 14 000                                                                | 28 600                                                              |
| Двигатели мощност, hp      | 2 х DB-600CG 950                             | 2 х Jumo-211A-1 1000                         | 2 х DB-601А-1 1175                                             | 2 x Jumo-211F-2 1350                                                  | 5 x Jumo 211F-2/S-2 1350                                            |
| Максимална скорост, km/h   | 370                                          | 418                                          | 395                                                            | 430                                                                   | 435                                                                 |
| Таван на полета, m         | 7000                                         | 8000                                         | 8000                                                           | 8500                                                                  | 10 000                                                              |
| Далечина на полета, km     | 1630                                         | 1500                                         | 1960 – 2400                                                    | 2000                                                                  | 2500                                                                |
| Въоръжение                 | 3 x 7.92-mm MG 15 макс. бомбов товар 1500 kg | 3 x 7.92-mm MG 15 макс. бомбов товар 2000 kg | 5 x 7.92-mm MG 15 1 х 7.92-mm MG 17 макс. бомбов товар 2000 kg | 1 x 20-mm MG FF 1 x 13-mm МG 131 4 x MG 81 макс. бомбов товар 3000 kg | Вариращо. Най-често: 1 x 20-mm MG FF 2 x 13-mm МG 131 2 – 4 x MG 15 |

## Бойна биография
Heinkel He 111 е използван практически на всички бойни театри, на които воюват Нацистка Германия и нейните съюзници през Втората световна война.

## В авиацията на България
През 1943 година Въздушните на Негово Величество войски получават един бомбардировач Heinkel He 111 Н-16. Самолетът не разполага със стандартното въоръжение.  Този самолет и още един трофеен немски бомбардировач са първите самолети използвани след 9.9.1944 г. като пътнически самолети, след като бомбовата шахта е оборудвана в пътническа кабина за превоз на висши военни, за правителствени нужди и VIP пътници. С постановление на МС от 11 март 1947 г., на организацията за граждански транспорт Дирекция Въздушни съобщения са предадени и двата самолета за техническо обслужване и пилотиране.. На 15 май 1948 г. главния инспектор-пилот на ДВС Никола Александров избягва с единия от правителствените самолети Не-111 в Турция.  Това е първият случай на терористичен акт в българската гражданска авиация, завършил без човешки жертви. Не е известна съдбата на Александров и похитеният самолет.
Успоредно с работата на въздушния превозвач ДВС, с подписването на 3 ноември 1948 г. в Москва на междуправителствено споразумение, на територията на Народна република България се създава смесено транспортно-авиационно дружество ТАБСО. Основатели са ДВС и Главното управление към Министерския съвет на СССР, отговарящо за придобитите трофейни имоти в чужбина след войната. До средата на лятото на 1949 г. транспортната дейност на ДВС и ТАБСО се дублира, което води до закриване на българското транспортно дружество ДВС. Цялата материална част на ДВС е предадена към 16-и транспортен полк (ТРАП) на Военновъздушните сили (ВВС),, където вероятно е предадена и втората машина Heinkel He 111, вече ползвана и преди това от висши военни офицери и служители на Министерства на народната отбрана.

## Оператори и производители
- Нацистка Германия

- България
  - Два самолета Не 111Н-16, използвани като ВИП-машини.

- Великобритания
  - Няколко трофейни машини, използвани основно, за да се открият силните и слабите страни на самолета[11]

- Испания
  - След края на Гражданската война в Испания остават около 60 машини Не 111В/Е, включени в състава на бомбардировъчните групи 10/G25 и 11/G25. През 1943 г. са закупени още 70 бомбардировача Не 111Н-16, както и лиценз за производството на още 130 машини. Производството им се осъществява в заводите CASA под обозначението CASA 2.111, като върви в три варианта: бомбардировъчен (CASA 2.111А), разузнавателен (CASA 2.111C) и транспортен (CASA 2.111F). Производството на CASA 2.111 продължава и след Втората световна война вече със закупени от Англия двигатели Rolls-Royce Merlin, като произведените преди това самолети също са преоборудвани с тях.

- Китай
  - Шест Не 111А, закупени през 1936 г. И шестте самолета са загубени до края на 1939 г. в бойните действия на Втората китайско-японска война.

- Румъния
  - Румъния получава 32 бомбардировача Не 111Н-3 през втората половина на 1940 г., които влизат на въоръжение в Eskadrile 78, 79 и 80 в състава на Grupul 5 Bombardement. През 1942 г. в заводите SET започва лицензно производство на Не 111Н-6, като са произведени 30 машини. Всички румънски самолети участват в боевете на Източния фронт; след август 1944 г., в състава на сборна авиогрупа, подчинена на съветската 5-а въздушна армия, участват в операциите срещу отстъпващите германски войски.

- Първа словашка република
  - Словакия получава общо пет Не 111Н, три от които са използвани в бойни действия на Източния фронт.

- СССР
  - Няколко десетки трофейни самолета. Използвани основно като транспортно-десантни машини, за буксировка на планери и др. подобни задачи.

- САЩ
  - Няколко трофейни самолета, използвани основно за изпитания.[12]

- Турция
  - Турция закупува през 1937 г. 24 бомбардировача He 111F-1, които влизат на въоръжение в 3 ескадрили (boluk) от Inci Alay (1-ви полк) и носят бойно дежурство до средата на 1944 г., когато са изтеглени от бойните части и са заменени от американски бомбардировачи Martin Baltimore. Изтеглените самолети са използвани като транспортни и учебни машини.

- Унгария
  - В Периода 1940 – 1944 г. са получени 16 самолета Не 111Р, използвани на източния фронт като разузнавачи с далечно действие.

- Чехословакия

Няколко трофейни самолета, останали на територията на страната след края на войната. Получават обозначението LB-77. 